# Кипарисовик горохоплодный
Кипари́совик горохопло́дный (лат. Chamaecýparis pisífera) — вид деревянистых растений рода Кипарисовик (Chamaecyparis) семейства Кипарисовые (Cupressaceae).

## Ботаническое описание
Дерево 25—30(50) м высотой. Крона конусовидная или узкокеглевидная, ветви горизонтально распростёртые. Кора красновато-коричневая или красно-голубая, гладкая, отходит тонкими полосками. Веточки плоские, висячие, густо покрыты листьями. Листья (иголки) примыкающие, с отстоящими верхушками, сверху блестящие, тёмно-зелёные, снизу с белыми пятнами и полосками, имеют слабый аромат. Плоскостные листья яйцевидно-ланцетные, с желёзкой; боковые — сильносжатые, заострённые, равны плоскостным по длине.
Мужские стробилы из 6—10 пар буроватых пыльцевых мешков. Женские шишки многочисленные, мелкие, на коротких черешках, шаровидные, 6—8 мм в диаметре, желтовато-коричневые или тёмно-коричневые, созревают на первый год. Семянных чешуй 8—10(12), мягкие, не деревянистые, тонкие, вытянутые в ширину, вогнутые при созревании, вверху морщинистые, слабозаострённые, края надрезанные. Семян по 1—2 на чешуе; крыло тонкое, прозрачное, очень широкое с 5—6 смоляными желёзками на каждой стороне.

## Распространение и экология
Эндемик Японских островов, предпочитает влажные почвы.

## Хозяйственное значение и применение
Древесина высокого качества.
Интродуцирован в Европу из Японии в 1860 г. Используется в качестве декоративного растения. В ботаническом саду Петра Великого плодоносит, даёт самосев. Некоторые сорта: 'Aurea', 'Boulevard', 'Filifera', 'Plumosa', 'Squarrosa'.

## Синонимика
- Chamaecyparis filifera Veitch ex Sénécl.
- Chamaecyparis leptoclada (Endl.) Henkel & W.Hochst.
- Chamaecyparis plumosa (Carrière) Sénécl.
- Chamaecyparis squarrosa (Siebold & Zucc.) Endl.
- Cupressus leptoclada (Endl.) Lavallée
- Cupressus pisifera (Siebold & Zucc.) F.Muell.
- Cupressus squarrosa (Siebold & Zucc.) Ravenscr.
- Retinispora aurea (Gordon) de Vos
- Retinispora filifera (Veitch ex Sénécl.) Fowler
- Retinispora leptoclada (Endl.) Zucc. ex Gordon
- Retinispora pisifera Siebold & Zucc.basionym
- Retinispora plumosa (Carrière) Gordon
- Retinispora squarrosa Siebold & Zucc.
- Retinispora stricta Gordon
- Thuja pisifera (Siebold & Zucc.) Mast.[4]